# 서울북가좌초등학교
서울북가좌초등학교(北加佐初等學校)는 대한민국 서울특별시 서대문구에 있는 공립 초등학교이다.

## 학교 연혁
- 1968년 12월 23일: 서울북가좌초등학교 설립인가
- 1969년 3월 1일: 초대 조하연 교장 취임
- 1969년 3월 24일: 개교
- 1973년 2월 8일: 제 1회 졸업(1,035명 졸업)
- 1989년 3월 1일: 서울시교육청 지정 양궁 시범학교
- 2008년 1월 4일: 교육과학기술부 지정 교과용 도서 실험·연구학교 운영
- 2008년 12월 31일: 전국 100대 교육과정 최우수학교 표창(교육과학기술부 표창)
- 2010년 11월 1일: 학교 전체 리모델링 완공
- 2013년 3월 1일: 16대 류순희 교장 부임
- 2014년 2월 6일: 다목정강당 및 지하주차장 개관
- 2014년 2월 14일: 제42회 300명 졸업(누계 29,248명)
- 2014년 2월 28일: 학교평가 우수학교 교육감 표창
- 2015년 9월 1일: 17대 김길자 교장 부임
- 2015년 12월 29일: 기초학력향상 교육장 표창
- 2016년 11월 3일: 도서관 리모델링 개관
- 2016년 12월 23일: 화장실 개선사업 준공
- 2016년 12월 29일: 학교폭력예방교육, 기초학력향상 부문 유공교원 교육부장관 표창
- 2017년 2월 17일: 제45회 졸업식(졸업생 258명, 졸업생 누계 29,995명)
- 2017년 3월 1일: 57학급 편성(일반학급 55, 특수학급 2)
- 2019년 3월 24일: 개교 50주년

## 참고 자료
- 서울북가좌초등학교 - 한국교육학술정보원 학교알리미